# Juche
Juche (koreanska: 주체) "subjektivitet", är Nordkoreas statsbärande ideologi. Den infördes första gången i Nordkoreas grundlag 1972 och har sedan 1998 i praktiken fullständigt ersatt marxism-leninism. Juche översätts ibland med "självtillit" eller "självförsörjande".

## Historia

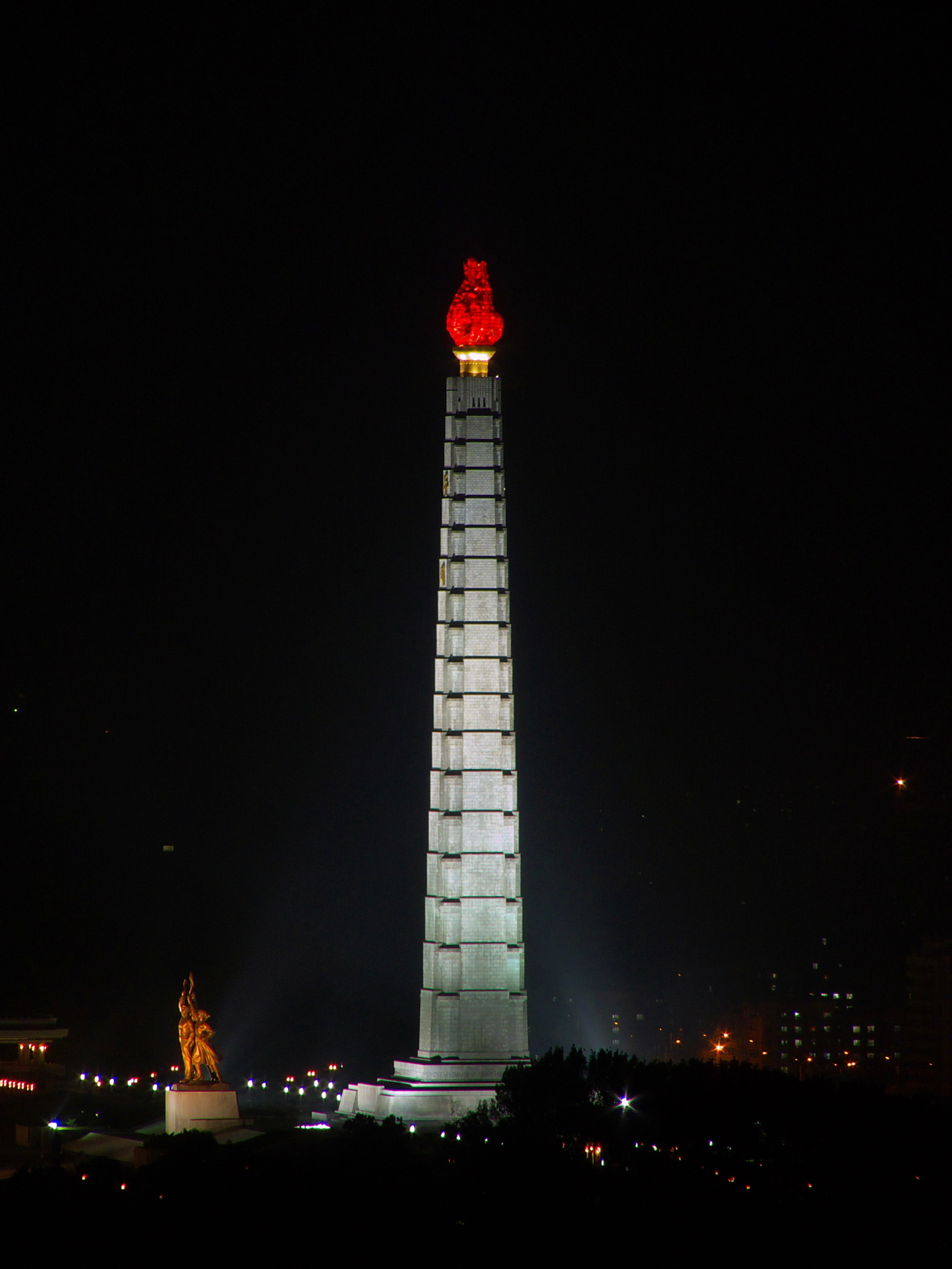
Jucheidéns torn i Pyongyang.

### Bakgrund
Juche lanserades först av den nordkoreanska diktatorn Kim Il-sung i ett tal som han höll den 28 december 1955, där han i förbigående nämnde behovet att "upprätta subjektet" (dvs. den verksamma kraften) i propagandaarbetet:
| ”                                                                                                   | Att upprätta Juche betyder att hålla fast vid principen att själv lösa revolutionens och uppbyggets alla problem i överensstämmelse med de faktiska förhållandena i sitt eget land, och huvudsakligen med egna ansträngningar. | „ |
| – Kim Il Sung, Om att avskaffa dogmatism och formalism och upprätta Juche i det ideologiska arbetet | |   |

Begreppet Juche upptog dock inte någon framträdande plats i den nordkoreanska propagandan förrän vid mitten av 1960-talet, då brytningen mellan de sovjetiska och kinesiska kommunistpartierna skapade ett behov för Nordkorea att hävda sin autonomi gentemot de två giganterna. Denna situation skärptes när kulturrevolutionen bröt ut i Kina 1966 och Kina började sprida "Mao Zedongs tänkande" som en egen vidareutveckling av marxism-leninismen. I samband med detta gav Kim sin rådgivare Hwang Jang-yop i uppdrag att utarbeta Juche till en sammanhängande ideologi som kunde höja Kims ställning som teoretiker och 1972 spökskrev Hwang ett tal åt Kim, där "Jucheidén" lanserades. 
Den ideologiska skiftningen som skulle leda fram till Juche fick reaktioner hos länder Nordkorea traditionellt haft goda relationer med. Redan 1961 skrev den östtyska ambassaden i Pyongyang en osedvanligt kritisk rapport om hur all propaganda i Nordkorea cirkulerade kring Kim Il-Sung och att verk av Marx, Engels och Lenin hävdades vara författade av honom. Ambassaden kritiserade även att själva studiet av marxism-leninism helt var underordnat hyllandet av Kim Il-Sung samt att man tillskrev det koreanska folket, utan hjälp från någon annan, historiska stordåd som egentligen genomfördes med hjälp från utlandet. Landets ointresse för internationellt samarbete beskrevs i rapporten som "nationalistiska tendenser".

### Ökad vikt i lag och samhälle
I 1972 års författning infördes Juche som särskild variant av den gamla statsideologin marxism-leninism ämnad för Nordkoreas unika omständigheter. 1980 övergav Koreas arbetarparti officiellt marxism-leninismen som partiideologi och ersatte den med Juche. 1992 års författningsändring ledde till att all koppling mellan marxism-leninism och Juche i själva författningen togs bort, och Juche i sig själv blev statsideologi. Förändringen kan ses som ett försök att hitta ny ideologisk legitimitet efter östblockets fall och Kinas ekonomiska marknadsreformer, men även ett steg i processen att överlämna makten från den åldrige presidenten till sin son Kim Jong-il.
Sedan Kim Il-Sungs död 1994 har Juche fått allt ökad plats i det nordkoreanska samhället. 1997 lät Kim Jong-il införa den nya nordkoreanska kalendern där Juche år 1 är 1912, året då Kim Il-Sung föddes. 1998 års författningsändring medförde att alla referenser till kommunism togs bort och istället kompletterades Juche med Songun, en doktrin som prioriterade militären över allt annat i samhället och som starkt präglade Kim Jong-ils tid vid makten.
Trots tidigare avståndstagande så har porträtt på Lenin och Marx synts igen under 2024, vilket kan tyda på ett förnyat intresse för kommunismen 

## Teoretiskt koncept och politisk betydelse
Kim Il-Sung brydde sig aldrig om att sammanfatta sina idéer om Juche i något centralt verk, men utmärkande för Jucheideologin är föreställningen om ett Nordkorea som i alla avseenden är oberoende och fullt av självtillit: I utrikespolitiken, militärt och ekonomiskt. Grundläggande är att landet ska kunna förlita sig på enbart egna resurser. En annan föreställning är att folket måste vara både subjekt och objekt för revolutionen, det vill säga de måste själva omvandla sig för att kunna föra Nordkorea mot det kommunistiska samhället. Ett övergripande mål med Juche är att omskapa människan till något som kallas "naturens herre" i den nordkoreanska propagandan. Istället för att, som i marxistiska teorier, utgå från att materiella omständigheter i grund och botten skapar historien menas med Juche att människan är alltings herre och styr över sitt eget öde. Ur detta har begreppet "kimilsungism" uppstått som i nordkoreansk politisk retorik officiellt betecknar "systemet för Juche-idén". I praktiken kan dock kimilsungism ses som ett annat ord för Juche, fast med syftet att prägla idén med Kim Il-Sungs namn. Desto större utrymme Juche fick i det politiska livet, desto mer utpräglad blev nationalismen i Nordkorea och på Kim Il-Sungs 70-årsdag 1982 proklamerades att kärlek för nationen gick före kärlek för socialismen.
Porträtten av Karl Marx och Vladimir Lenin som hängde på Kim Il Sung-torget i Pyongyang togs ner 2012, men teorier av Marx och Lenin har sedan länge förkastats av den nordkoreanska regeringen till fördel för Juche. Verk av Marx och Lenin har förbjudits i Nordkorea då de behandlar en alternativ väg till kommunism än den som Kim Il-Sung förespråkade med Juche. Föreställningen om Kim-Il Sung som "republikens evige president" även efter sin död gör Juche till ett slags religiös ideologi.

### Kritik
Jucheidén är officiellt en vidareutveckling av marxism-leninismen, men anses av många - utanför Nordkorea - vara en variant av stalinism kombinerad med traditionella konfucianska idéer och koreansk kulturnationalism. Referenser till Stalin finns inte med i Nordkoreas propaganda, han finns aldrig med på bild och nämns inte annat än i historiska sammanhang. Den amerikanske litteraturvetaren Brian Myers anser att Juche endast är en ideologisk rökridå som är ägnad att jämställa Kim Il Sung med Mao Zedong som ideolog samt att dölja den i grunden rasistiska nordkoreanska nationalismen.
Allt eftersom Nordkoreas ledning under 1990-talet efter kalla krigets slut, särskilt efter Kim Jong-ils makttillträde, antog en mer nationalistisk ton och övergav de gamla marxist-leninistiska principerna i både propaganda och praxis har Juche anklagats för att fungera som en slags "socialism utan socialism". Sociologen Gi-Wook Shin skriver att medan referenser till socialism emellanåt dyker upp i officiella tal har man helt slutat tala om marxism-leninism och till och med traditionella kommunistiska idéer. Under Kim Jong-il har den nordkoreanska ledningen övergått till något som nästan kan liknas vid etnonationalism.
Charles K. Armstrong menar att istället för marxismens fokus på klasskamp, egalitär social jämlikhet, strikta materialism och målet med ett klasslöst samhälle förespråkas med Juche istället materialismens underlägsenhet ideologin, vikten av släkthistoria och en oföränderlig, strikt samhällshierarki där man hamnar i en kategori från födseln beroende på föräldrarnas sociala rang. Enligt historikern Bruce Cumings användes marxism-leninism som ett verktyg för att uppnå rent nationalistiska ideal och man framhävde bara de bitar ur teori och ideologi som passade för detta ändamål. Detta understryks av Brian Myers som tar som exempel den rasism som förekommer i landet, bl.a. tvångsaborter på kvinnor som fått barn med kinesiska män då man vill upprätthålla en koreansk rasrenhet, propagandaaffischer som illustrerar amerikaner som monster med krökta näsor och till och med ett lynchningsförsök på en mörkhyad kubansk diplomat som ville visa sin familj runt i Pyongyang.

## Juche utanför Nordkorea
Under kalla kriget gjorde Nordkorea försök att exportera juche till andra länder. Den nordkoreanska ledningen menar att juche inte bara är en ideologi enbart för Korea. Däremot måste all sann förståelse av juche utgå från de olika länder och folk där jucheidén ska användas. Den indonesiske presidenten Sukarno besökte Nordkorea 1964 och försökte införa ekonomiska reformer baserade på juche, men försöket misslyckades och presidenten störtades. Rumäniens president Nicolae Ceaușescu blev imponerad av den ideologiska mobiliseringen och ledarkulten i Nordkorea under sin Asienresa 1971 och inledde kort därefter en systematiseringskampanj inspirerad av juche.